# Dirección Nacional de Industrias del Estado
La Dirección Nacional de Industrias del Estado (DINIE) fue un organismo público de Argentina que administraba un conglomerado de empresas estatales, la mayoría de ellas confiscadas a empresarios alemanes, cuando el país entró en guerra con Alemania y Japón en 1945, siguiendo las instrucciones de Estados Unidos establecidas en el Acta de Chapultepec. El organismo fue creado en 1947, durante el gobierno de Juan Domingo Perón, y existió hasta 1962, durante el gobierno de Arturo Frondizi que concretó la privatización de las empresas. El holding llegó a reunir 40 empresas de distintos rubros, entre las que se encontraban Bayer, Merck, Química Schering, Instituto Behring, Metaldinie, Ferrodinie, Crisoldinie, Siemens Bauunion, Fandet, Distribuidora de Frutas Argentinas, Deutz Otto, AEG, Tubos Mannesman, Springer & Moller, Perfumerías Tosca, Fábrica de Cemento El Gigante, IMPA, Osram, etc. El personal empleado dependiente de la DINIE oscilaba en los 20.000 trabajadores.

## Antecedentes
El 27 de marzo de 1945 Argentina le declaró la guerra a Alemania y Japón, y simultáneamente adhirió al Acta de Chapultepec (Resolución XIX: Control de bienes en manos del enemigo), redactada por Estados Unidos, que ratificaba las recomendaciones de 1942 referida a la confiscación y liquidación de los "propiedad enemiga", que tenía como fin expreso utilizarlas para pagar los daños e indemnizaciones de guerra. Por entonces la mayoría de las inversiones extranjeras en Argentina era británica (52%),, con una presencia creciente de inversiones estadounidenses que llegaba en 1940 al 20%. La presencia de inversiones directas alemanas en Argentina era menor, aunque en algunos casos tenía carácter monopólico. Inmediatamente el gobierno argentino dictó una serie de decretos incautando empresas y sociedades civiles de propiedad alemana, que sumaron 147 asociaciones civiles y sociedades comerciales.

## Origen y desempeño económico
Inicialmente las empresas fueron puestas bajo la administración de una Junta de Vigilancia y Disposición Final de la Propiedad Enemiga (Decreto N° 10.935/45 del 18 de mayo), siguiendo el modelo estadounidense, aplicado en América Latina.
A diferencia de lo sucedido en otros países, en Argentina la intención del gobierno constitucional de Juan Domingo Perón, elegido en febrero de 1946, fue evitar que el destino de las empresas incautadas redujera la competencia en los mercados en favor de determinados carteles internacionales, o eliminara unidades productivas. Por esa razón el gobierno argentino decidió comprar las empresas incautadas que tenían como objeto actividades industriales, con el fin de ampliar el tejido industrial y promover una mayor calificación de la mano de obra. El 24 de enero de 1947 el gobierno dictó el Decreto N.º 1921/47 comprando las empresas industriales incautadas, entregando a la Junta de Vigilancia cien millones de pesos, a cuenta de su precio total. El 1 de julio dictó el Decreto N.º 18.991 creando la Dirección Nacional de Industrias del Estado, como entre autárquico, y el 20 de marzo de 1948 se dictó el decreto aprobando el estatuto del organismo.
La DINIE estuvo dirigida por un Consejo de Administración presidido por el secretario de Industria, manteniendo cada empresa su autonomía operativa y comercial.
La DINIE llegó a tener 40 empresas industriales, aunque muchas de ellas se dedicaron principalmente a la comercialización y a la importación y exportación de bienes industriales. El primer grupo fueron 15 empresas de origen alemán, que fueron integradas en octubre y noviembre de 1947. Al año siguiente se integraron otras 17 empresas, de las cuales la mayoría habían sido alemanas, pero tres de ellas ya eran empresas estatales y una era una empresa privada de capital argentino. En los cinco años siguientes (1949-1953) se sumaron ocho empresas más, tres de origen inglés, dos de origen alemán, una que ya era estatal y dos nuevas.
El volumen físico de la producción de las empresas de la DINIE, aumentó entre 1950 y 1955, un promedio del 40%, con diferencias entre las ramas industriales: farmacéuticas 18%, químicas 36%, metalúrgicas 59%, eléctricas 67%, textiles 16% y construcción 44%. María Teresa di Salvo y Viviana Román sostienen que la función central de la DINIE fue regular los precios de los mercados, en el marco de una política general de redistribución del ingreso a favor de los sectores sociales más postergados.
La DINIE recibió críticas de parte del empresariado argentino, que Perón tuvo en cuenta integrando a varios dirigentes empresariales en el Consejo de Administración de la misma. Luego de la crisis económica de 1952, el gobierno buscó orientar la DINIE hacia una mayor coordinación con el sector industrial privado, liquidando algunas de sus empresas o paralizando proyectos como la fábrica de cemento El Gigante.

## Las empresas de DINIE
| Empresas integrantes de la DINIE | Empresas integrantes de la DINIE                     | Empresas integrantes de la DINIE | Empresas integrantes de la DINIE | Empresas integrantes de la DINIE                | Empresas integrantes de la DINIE | Empresas integrantes de la DINIE                                 |
|                                  | Empresa (nombre original)                            | Capital de origen                | Incorporación                    | Denominación (E.N.)                             | Rama                             | Actividad                                                        |
| -------------------------------- | ---------------------------------------------------- | -------------------------------- | -------------------------------- | ----------------------------------------------- | -------------------------------- | ---------------------------------------------------------------- |
| 1                                | Beiersdorf                                           | Alemán                           | 31/10/47                         | Beiersdorf                                      | Perfumería                       | Artículos de tocador e higiene                                   |
| 2                                | INAG Fábricas Reunidas de Útiles Sanitarios          | Alemán                           | 31/10/47                         | INAG Fábricas Reunidas de Útiles Sanitarios     | Metalúrgica                      | Instrumental médico                                              |
| 3                                | Instituto Behring de Terapéutica Experimental        | Alemán                           | 31/10/47                         | Instituto Behring de Terapéutica Experimental   | Química                          | Especialidades veterinarias                                      |
| 4                                | La Química Bayer                                     | Alemán                           | 31/10/47                         | Química Bayern                                  | Química                          | Especialidades medicinales                                       |
| 5                                | La Unión Bulonera Argentina                          | Alemán                           | 31/10/47                         | La Unión Bulonera Argentina                     | Metalurgia                       | Bulones y remaches                                               |
| 6                                | Motores Deutz Otto Legítimo                          | Alemán                           | 31/10/47                         | Motordinie                                      | Metalurgia                       | Motores diésel                                                   |
| 7                                | Osram Compañía Argentina de Lámparas Eléctricas      | Alemán                           | 31/10/47                         | Osram Compañía Argentina de Lámparas Eléctricas | Eléctrica                        | Lámparas                                                         |
| 8                                | Química Schering                                     | Alemán                           | 31/10/47                         | Química Schering                                | Química                          | Medicamentos                                                     |
| 9                                | Roberto Bosch                                        | Alemán                           | 31/10/47                         | Roberto Bosch                                   | Comercio                         | Repuestos eléctricos de automóviles                              |
| 10                               | Monopol Química Y y C                                | Alemán                           | 31/10/47                         | Monopol Química                                 | Química                          | Químicos industriales                                            |
| 11                               | Spinger & Moller                                     | Alemán                           | 31/10/47                         | Fábrica Argentina de Pinturas                   | Construcción                     | Pinturas                                                         |
| 12                               | AEG Compañía Argentina de Electricidad               | Alemán                           | 30/11/47                         | AEG Compañía Argentina de Electricidad          | Electricidad                     | Motores y usinas                                                 |
| 13                               | Merck Química Argentina                              | Alemán                           | 30/11/47                         | Merck Química Argentina                         | Química                          | Vitaminas e inyectables                                          |
| 14                               | Perfumerías Tosca                                    | Alemán                           | 30/11/47                         | Perfumerías Tosca                               | Perfumería                       | Perfumes                                                         |
| 15                               | Tubos Mannesman                                      | Alemán                           | 30/11/47                         | Tubos Mannesman                                 | Metalurgia                       | Hierro gris y válvulas                                           |
| 16                               | Fábrica Nacional de Productos Químicos               | Estatal argentina                | 01/01/48                         | Fábrica Argentina de Productos Químicos         | Química                          | Plaguicidas                                                      |
| 17                               | Fábrica Nacional de Envases Textiles                 | Estatal argentina                | 01/01/48                         | FANDET                                          | Textil                           | Hilados de algodón                                               |
| 18                               | Anilinas Alemanas                                    | Alemán                           | 31/01/48                         | Anildinie                                       | Química                          | Importación y venta de anilinas                                  |
| 19                               | SESGO Industrias Textiles                            | Estatal argentina                | 31/03/48                         | SESGO Industrias Textiles                       | Textil                           | Tejidos de algodón y rayón                                       |
| 20                               | Amme, Gieseke y Konegen                              | Alemán                           | 30/04/48                         | Amme, Gieseke y Konegen                         | Metalúrgica                      | Maquinaria para industrias                                       |
| 21                               | CESIA Conductores Eléctricos                         | Alemán                           | 30/04/48                         | CESIA Conductores Eléctricos                    | Materiales eléctricos            | Conductores eléctricos                                           |
| 22                               | La Plata Ozalid                                      | Alemán                           | 30/04/48                         | La Plata Ozalid                                 | Papel                            | Papel heliográfico                                               |
| 23                               | Sociedad Electro Metalúrgica Argentina SEMA          | Alemán                           | 30/04/48                         | Sociedad Electro Metalúrgica Argentina SEMA     | Metalurgia                       | Transferida a la DGFM                                            |
| 24                               | GEOPE Compañía General de Obras Públicas             | Alemán                           | 31/05/48                         | GEOPE                                           | Construcción                     | Construcción                                                     |
| 25                               | Siemens Baunnions                                    | Alemán                           | 30/06/48                         | Siemens Baunnions                               | Construcción                     | Construcción                                                     |
| 26                               | Arbizu y Cerviño                                     | Alemán                           | 31/07/48                         | Arbizu y Cerviño                                | Metalurgia                       | Fundición de hierro gris                                         |
| 27                               | Crefin                                               | Alemán                           | 31/07/48                         | Crisoldinie                                     | Metalurgia                       | Fundición y laminación                                           |
| 28                               | Thyssen Lametal                                      | Alemán                           | 31/07/48                         | Ferrodinie                                      | Metalurgia                       | Galvanización de chapas, bulones y remaches                      |
| 29                               | Wayss & Freytag                                      | Alemán                           | 31/07/48                         | Metaldinie                                      | Construcción                     | Construcción                                                     |
| 30                               | Destilería de Alcohol Anhidro                        | Privado argentino                | 20/08/48                         | Destilería de Alcohol Anhidro                   | Construcción                     | Construcción                                                     |
| 31                               | Gruen y Bilfinger                                    | Alemán                           | 31/10/48                         | Gruen y Bilfinger                               | Construcción                     | Construcción                                                     |
| 32                               | Laboratorio Químico Biológico                        | Alemán                           | 31/10/48                         | Laboratorio Químico Biológico                   | Química                          | Contralor de Química Schering                                    |
| 33                               | Siemens Schukert Cía Platense de Electricidad        | Alemán                           | 31/04/49                         | Electrodinie                                    | Materiales eléctricos            | Material eléctrico, líneas de alta tensión y sistemas eléctricos |
| 34                               |                                                      |                                  | 23/11/49                         | Comercial Inmobiliaria y Financiera CIFEN       | Finanzas                         | Importación y exportación                                        |
| 35                               | Industrias Metalúrgicas y Plásticas Argentina (IMPA) | Inglés                           | 31/01/50                         | Industria Metalúrgica y Plástica Argentina IMPA | Metalurgia Plásticos             | Laminación de cobre y aluminio. Manufacturas plásticas           |
| 36                               | Corporación Argentina de Tejeduría Doméstica         | Estatal argentina                | 30/04/50                         | Corporación Argentina de Tejeduría Doméstica    | Textil                           | Tejidos de algodón y lana                                        |
| 37                               | Compañía Ferrocarrilera de Petróleo                  | Inglés                           | 31/07/50                         | Compañía Ferrocarrilera de Petróleo (PCR)       | Energía                          | Extracción y refinación de petróleo. Cemento                     |
| 38                               |                                                      |                                  | 09/05/51                         | Fábrica de Cemento El Gigante                   | Construcción                     | Cemento                                                          |
| 39                               | Distribuidora de Frutas Argentinas                   | Inglés                           | 31/12/51                         | Distribuidora de Frutas Argentinas              | Alimentación                     | Producción y exportación de frutas secas y conservas             |
| 40                               | Laboratorio Puentefarma                              | Alemán                           | 23/09/53                         | Laboratorio Argentino Puentefarma               | Químico                          | Medicamentos                                                     |
| Fuente: Belini, 2008, pp. 88-89  |                                                      |                                  |                                  |                                                 |                                  |                                                                  |

## Negociaciones con Alemania
A fines de la década de 1940 los gobiernos argentino y alemán comenzaron a dialogar sobre el modo de proceder a la devolución de los activos incautados en 1945, incluidas las empresas de la DINIE que habían sido propiedad de capitalistas alemanes.
En 1951 Argentina y Alemania Occidental reanudaron relaciones diplomáticas. Desde ese momento, uno de los puntos de la agenda entre ambos países fue la situación de los activos incautados por el Estado argentino en 1945. En 1953 Argentina le devolvió a Alemania las marcas y patentes que habían sido incautadas en 1945 que no pertenecían a las empresas de la DINIE, y también devolvió las marcas y patentes de origen alemán que la DINIE no utilizaba. El proyecto del gobierno peronista era ir devolviendo las empresas, pero tratando al mismo tiempo de que los nuevos capitalistas alemanes mantuvieran las mismas en producción, se asociaran con capitales privados argentinos y realizaran nuevas inversiones que modernizaran y ampliaran la capacidad productivas de las empresas. En 1954, la DINIE creó una comisión para examinar los proyectos de privatización de sus empresas. En 1955, cuando aún se encontraba en el poder el gobierno peronista, fueron privatizados los talleres de Motordinie (ex Motores Deutz).
El 16 de septiembre de 1955 un golpe de Estado derrocó al gobierno constitucional presidido por Juan D. Perón, instalando una dictadura autodenominada Revolución Libertadora, encabezada por el general nacionalista católico Eduardo Lonardi, que buscaba preservar las principales orientaciones económicas y sociales del peronismo. Pocas semanas después Lonardi fue derrocado por otro golpe de Estado interno y reemplazado por el general liberal Pedro Eugenio Aramburu, que inició una política abiertamente antiperonista, que incluía una fuerte redefinición del proyecto industrial y el papel del Estado en la economía. En ese marco, la dictadura contrató al prestigioso economista Raúl Prébisch de la Cepal, para que realizara un plan económico. El Plan Prébisch fue presentado en enero de 1956, generando una fuerte resistencia del empresariado nacional, los sindicatos y el movimiento estudiantil. El Plan Prébisch proponía intensificar la industrialización por sustitución de importaciones (siderurgia, metalmecánica y química) que había impulsado el peronismo, pero recurriendo a los capitales privados como principal motor de la misma, debido a lo cual proponía también "racionalizar" el Estado, privatizando algunas empresas, a la cabeza de las cuales ubicó las de la DINIE.
Para privatizar las empresas de la DINIE, Aramburu creó en enero de 1956 una Comisión en el ámbito del Ministerio de Industria, a cargo en ese momento del liberal antiestatista Álvaro Alsogaray. La decisión alarmó al personal y los sindicatos de las empresas, que cuestionaban el proceso privatizador, denunciando que la valuación de las mismas en 600 millones de pesos constituía una maniobra de corrupción. Pero la solución de la cuestión de las empresas alemanas era también una exigencia para que la Argentina pudiera ingresar al Fondo Monetario Internacional y al Banco Mundial, debido a que Alemania vetaba el ingreso de Argentina a dichos organismos, si no se resolvía antes la cuestión.
Las negociaciones se extendieron más de un año, con una Alemania que mostró una actitud dura frente a la Argentina, hasta designar como ministro a Adalbert Krieger Vasena, quien avanzó rápidamente hasta firmar en junio de 1957 el Acuerdo de Bonn. Allí se estableció que Argentina debía devolver todas las marcas y patentes en un plazo de seis meses y vender todas las empresas habían sido de origen alemán en un plazo de 210 días. Si sobre el precio de las empresas había diferencias, sería establecido por peritos de ambos países. El dinero recaudado sería entregado a la Comisión Argentino Alemana, para que realizara la liquidación final y procediera a quienes resultaran acreedores. El 21 de noviembre de 1956 Aramburu dictó dos decretos para ejecutar el Acuerdo de Bonn.
En 1957 la Contaduría General de la Nación intentó fiscalizar las cuentas de la DINIE, pero su directorio, encabezado por el secretario de Industria, rechazó el control argumentando que la DINIE no era una empresa del Estado sino un holding de "entidades comerciales con patrimonio propio y con personalidad jurídica estrictamente privada". De hecho la DINIE no pudo ser controlada por el gobierno entre 1956 y 1963. El primer informe de la DINIE elevada al gobierno se realizó durante la Presidencia de Arturo Illia, cuando ya se habían privatizado la mayor parte de sus empresas y se realizaba la primera liquidación.

## Racionalización, conflicto laboral y liquidación
La dictadura que tomó el poder en septiembre de 1955 intervino de inmediato la DINIE y designó como interventor al ingeniero Antonio Vaquer. la intervención continuó hasta mayo de 1956, fecha en la que se designó un nuevo directorio, manteniéndose Vaquer como vicepresidente, inmediatamente debajo del secretario de Industria.
La gestión de Vaquer se caracterizó por su política de "racionalización", en gran parte orientada a modificar las condiciones de trabajo. El decreto de Aramburu de febrero de 1956, autorizó a la dirección de la DINIE a modificar los contratos de trabajo, con el fin de imponer cláusulas que permitieran aumentar la productividad obrera. De este modo Vaquer impuso unilateralmente premios individuales por productividad que desencadenaron un ambiente laboral conflictivo, que confluyó con las luchas sindicales relacionadas con las condiciones en que se iban privatizando las empresas.
| Cantidad de trabajadores en DINIE | Cantidad de trabajadores en DINIE | Cantidad de trabajadores en DINIE | Cantidad de trabajadores en DINIE |
| Año                               | DINIE central                     | Empresas                          | Total                             |
| --------------------------------- | --------------------------------- | --------------------------------- | --------------------------------- |
| 1955                              | 484                               | 22.169                            | 22.653                            |
| 1956                              | 321                               | 19.924                            | 20.245                            |
| 1957                              | 320                               | 18.305                            | 18.625                            |
| Belini, 2008, p. 111.             |                                   |                                   |                                   |

El 25 de mayo de 1958 asumió el nuevo presidente electo Arturo Frondizi, que había contado con el apoyo de un sector importante del peronismo. Durante la campaña electoral Frondizi había prometido que reabriría las conversaciones con Alemania Occidental, para que aquellas empresas que fueran imprescindibles quedaran en manos del Estado argentino. Apenas una semana después de la asunción, el 4 de junio, el personal de la DINIE inició paros de 15 minutos, protestando porque Frondizi no había derogado los decretos de Aramburu disponiendo la privatización de las empresas del holding estatal, a partir de julio de 1958. Dos días más tarde los sindicatos se reunieron con el presidente, quien les informó que no derogaría los decretos, porque obedecían a compromisos internacionales que el gobierno iba a respetar.
La oposición sindical se vio debilitada por el apoyo a Frondizi de las 62 Organizaciones peronistas, que aún mantenían el Pacto Perón-Frondizi. Pero fue la Unión Cívica Radical del Pueblo, liderada por Ricardo Balbín, la que salió a cuestionar la privatización de las empresas de la DINIE, sosteniendo que la liquidación de DINIE daría "un golpe de muerte al proceso de industrialización", llegando a ganar una votación en el Congreso, solicitando al Poder Ejecutivo que suspendiera los remates.
En julio de 1958 comenzaron a rematarse las empresas. Varias empresas multinacionales alemanas readquirieron sus filiales en Argentina, como Merck, Shering, Química Hoescht, Osram, Miag (Fábrica Argentina de Instalaciones Industriales), Bayer de Leverkusen (Monopol) y Gunther Wagner. En cambio no hubo interés en algunas empresas debido a que habían cedido las patentes, como fueron los casos de  Siemens-Schuckert, Thyseen, Deuz Otto y Robert Bosch. En total siete empresas fueron recuperadas por sus expropietarios, cinco fueron compradas por capitales argentinos y una de ellas fue comprada por el propio vicepresidente de la DINIE, Raymundo López.
Durante julio y agosto se produjo una lucha interna dentro del partido gobernante, la Unión Cívica Radical Intransigente (UCRI), liderada por el diputado José Liceaga, para mantener en el Estado las empresas de DINIE. Por esa razón el Estado argentino compró en ese momento varias empresas de la DINIE, como Electrodinie, Crisoldinie, Ferrodinie, Metaldinie, y especialmente La Química Bayer, Anildinie y Perfumerías Tosca. Pese a la propuesta de los sindicatos, ninguna fue adjudicada a una cooperativa obrera. Los obreros de Osram pujaron con la multinacional alemana por la empresa, pero perdieron en el remate. Frondizi negoció por su parte la forma de distribuir la recaudación correspondiéndole 49% a Alemania y 51% a Argentina. Los remates y el acuerdo de distribución con Alemania, fueron cuestionados por ser muy desfavorables al Estado argentino.
Frondizi llevó adelante una segunda tanda de privatizaciones en 1961. En este caso, algunas empresas del holding estatal fueron transferidas a los trabajadores, como fue el caso de IMPA, que se organizó como una cooperativa de trabajo. Otro caso fue la privatización de Crisoldinie (Decreto N.º 11.257/61 del 24 de noviembre de 1961) adquirida por la Compañía Americana de Aceros, que procedieron a vaciarla. La empresa cerró el 30 de noviembre de 1965, dejando a 1200 trabajadores en la calle, sin abonarles los salarios ni la indemnizaciones adeudadas.